# Гульбище
Гульбище — тераса або галерея, що оточує навколишню будівлю по периметру поверх перекриттів підкліту, характерний елемент руської архітектури.
Гульбище було звичайною деталлю руського особистого будинку і храму. Мабуть, спочатку походить зі Пскова, де гульбища (дерев'яні криті балкони-галереї) використовувалося в житлових будівлях вже в XI столітті.
Пізніше (в XVI–XVII століттях) набуло поширення в архітектурі Північно-Східної Русі. Як показали розкопки в 1954–1955, церква Покрови на Нерлі мала пристань і білокам'яне гульбище з викладеною майолікою підлогою.

## Галерея

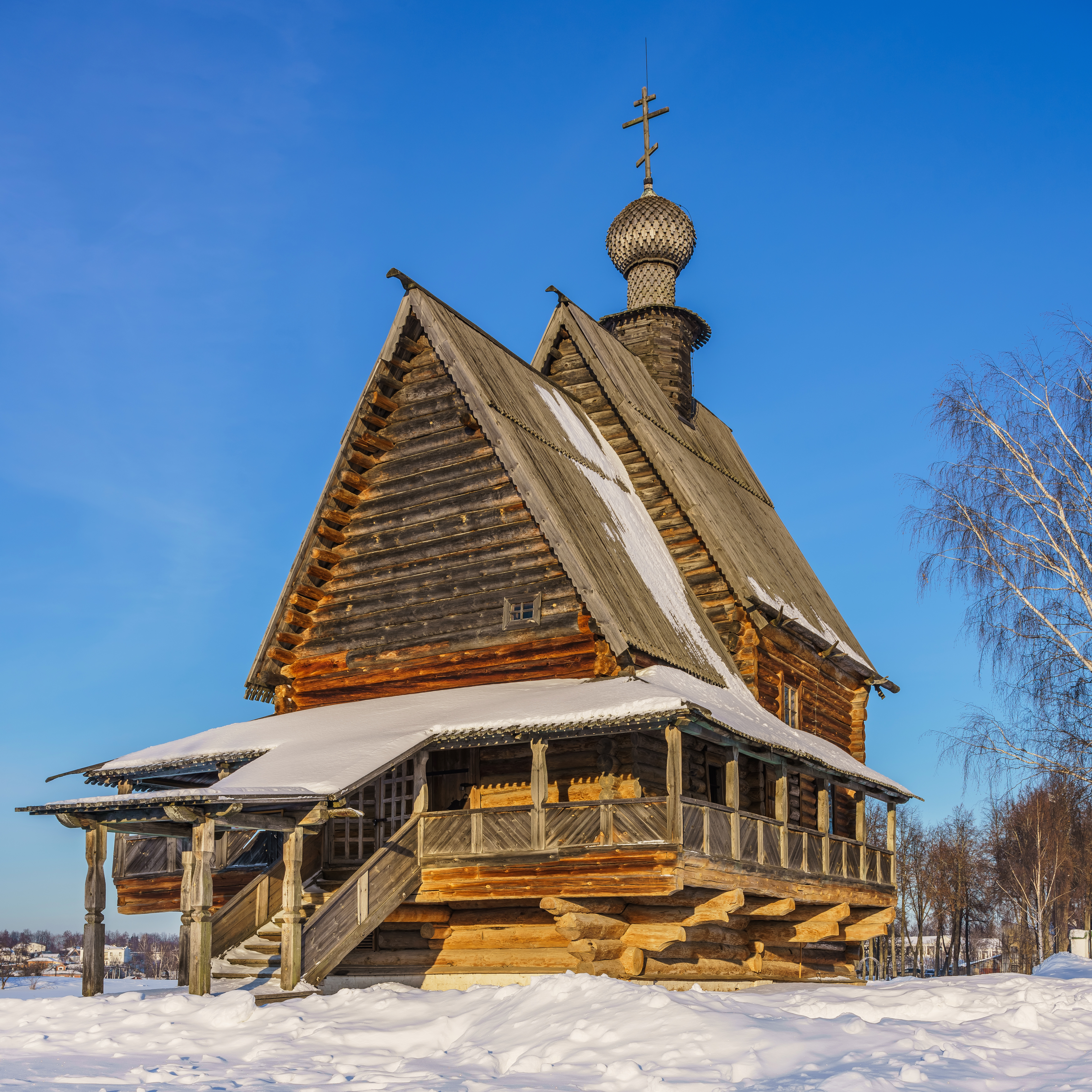
Гульбище в дерев'яній архітектурі. Микільська церква з села Глотово (1766), перевезена в Суздальський кремль
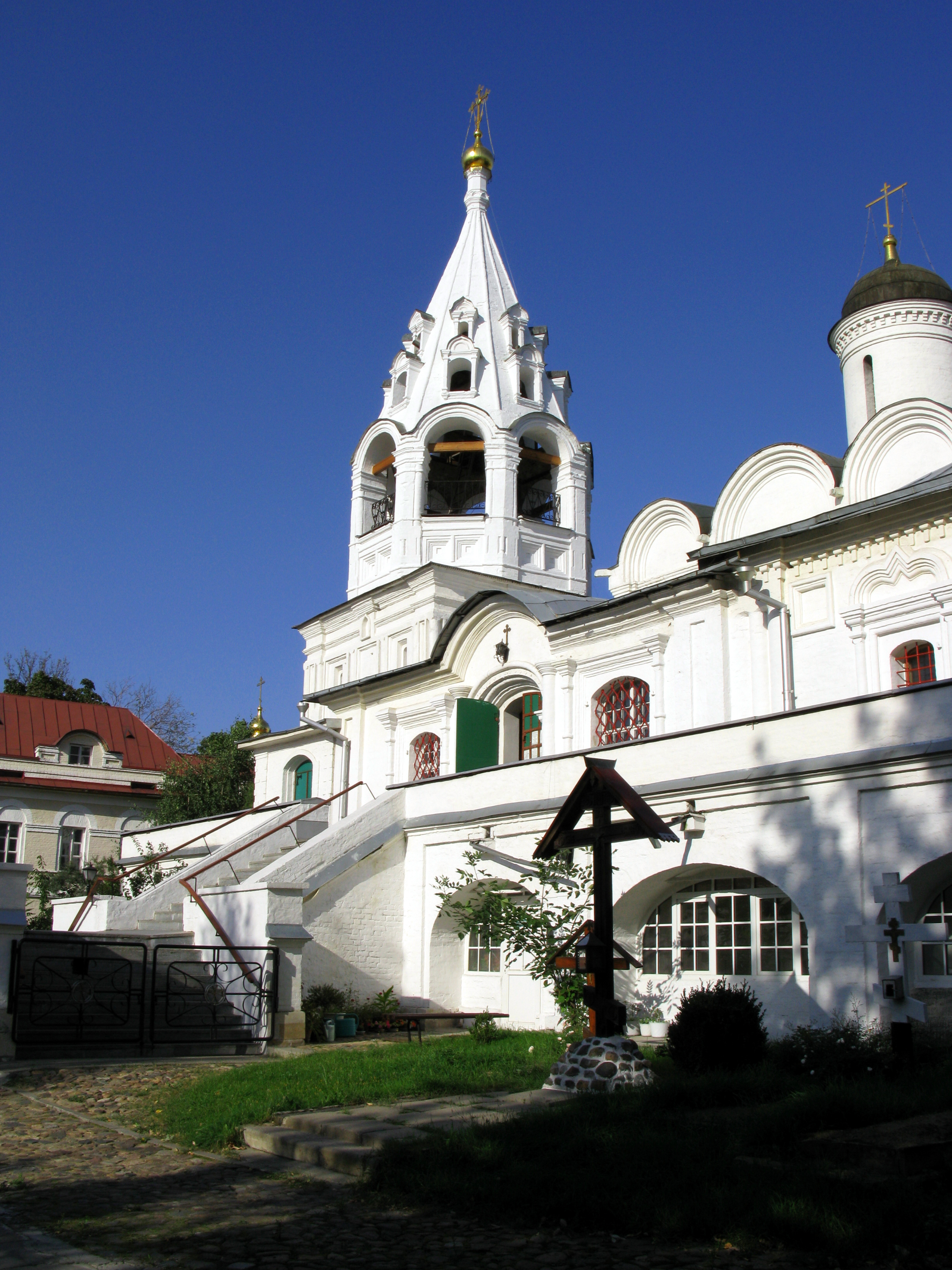
Храм Микити Мученика, 1595 — на передньому плані відкрита галерея-гульбище
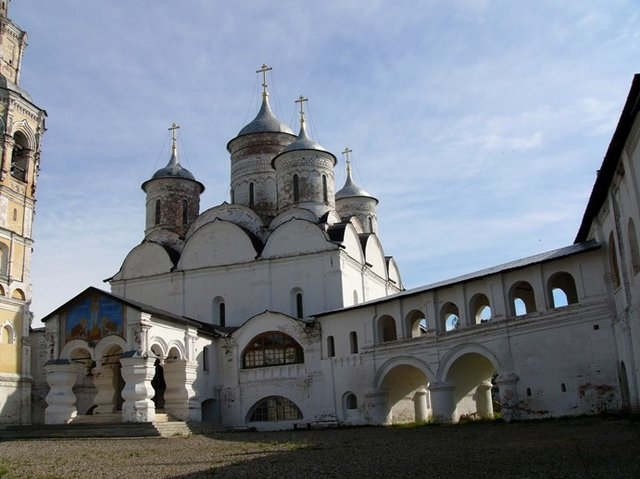
Ґанок собору Спасо-Прилуцького монастиря веде на гульбище-паперть (прибудовано в XVII ст., собор 1537–1542). Перехід з'єднує паперть з трапезною
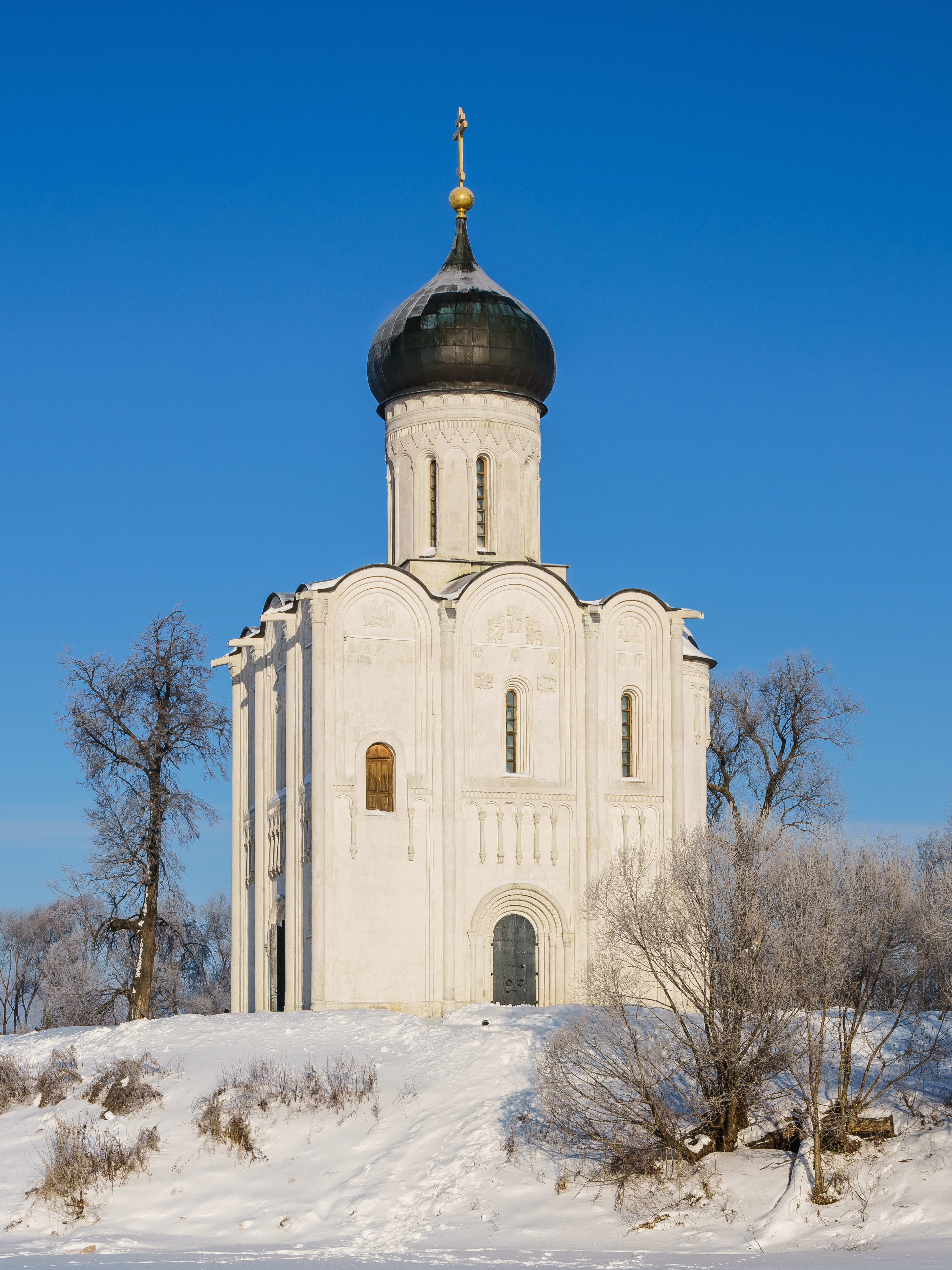
Знайомий силует церкви Покрови на Нерлі, 1158 або 1165, був іншим — гульбище розібрано
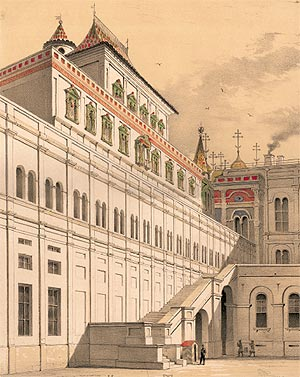
Теремний палац Московського Кремля, 1635–1636 — рідкісний збережений приклад використання гульбища в громадській архітектурі
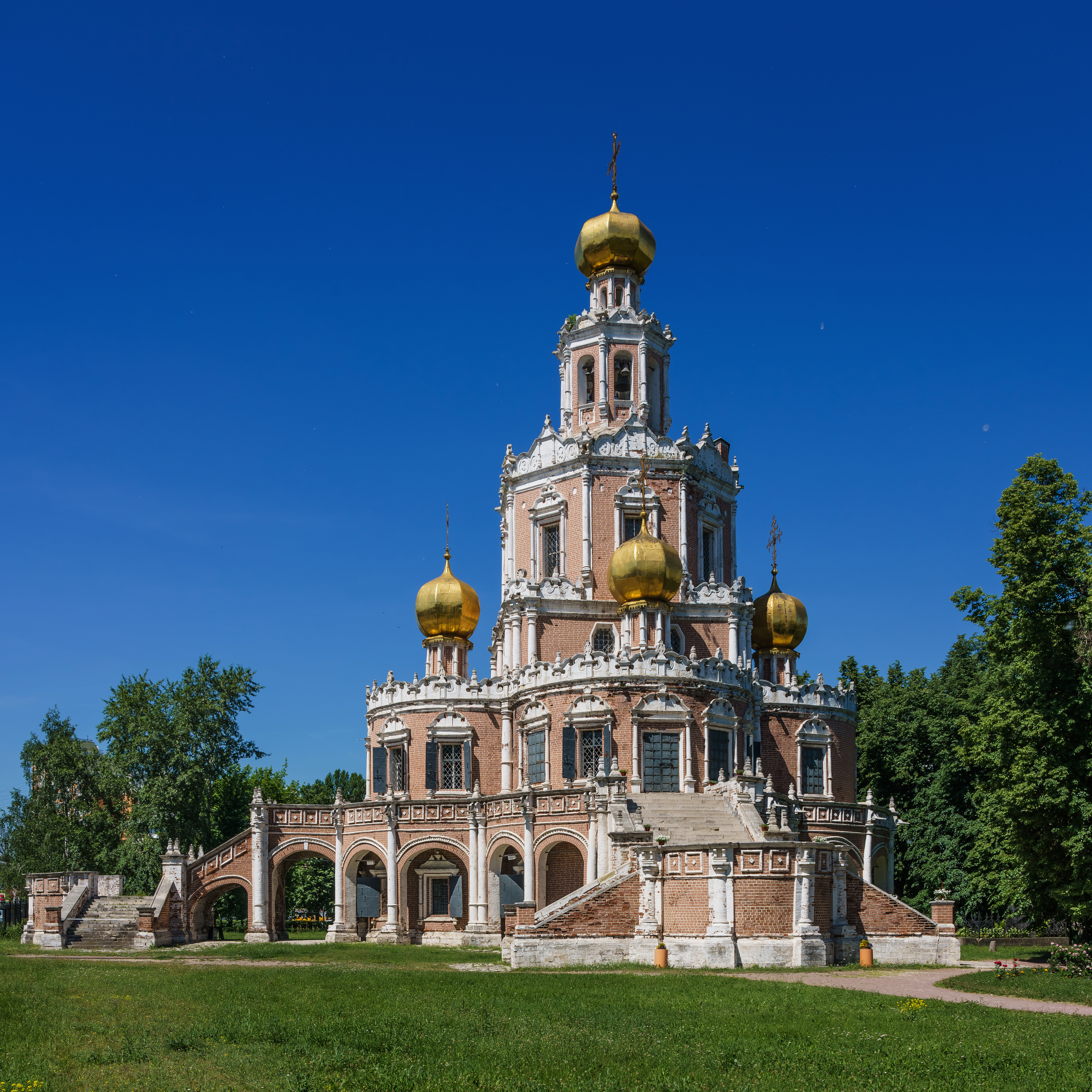
Церква Покрови у Філях, 1690–1693 — широкі сходи ведуть на вузьке відкрите гульбище